# Aleksandrovsk (okroug urbain)
Pour les articles homonymes, voir Aleksandrovsk.
La ville fermée d'Aleksandrovsk (en russe : ЗАТО Александровск) est une subdivision administrative (ville fermée) et une municipalité (okroug urbain) de l'oblast de Mourmansk dans le Nord de la Russie européenne.

## Situation
La division se situe dans l'oblast de Mourmansk, un oblast de la Laponie, en Russie arctique, et elle fait partie du district fédéral du Nord-Ouest. Le village fait partie du raïon de Petchenga, le raïon de l'oblast, avec Petchenga comme centre administratif.
La division, comme tout l'oblast de Mourmansk, est située dans le fuseau horaire MSK (heure de Moscou). Le décalage horaire appliqué par rapport au temps universel coordonné est +03:00.